# بساطت

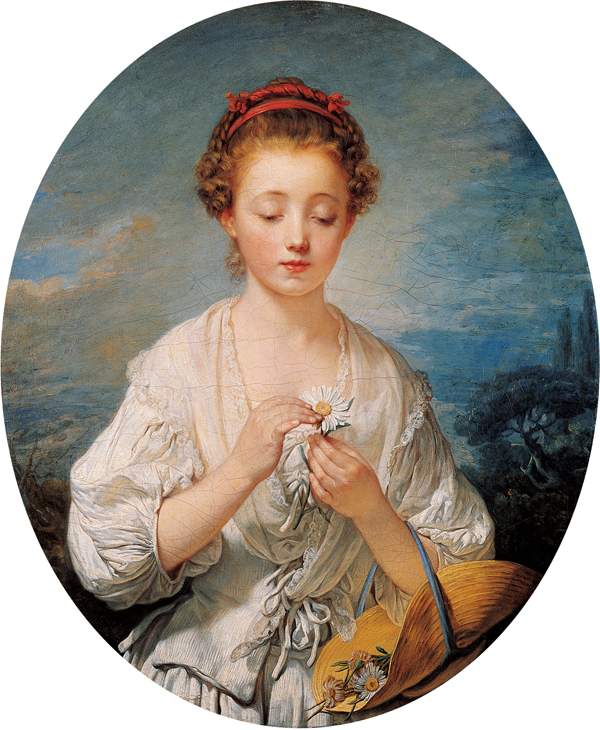
نگاره‌ای در خال نمایش زنی با پوشش و احساسات ساده و قابل لمس.

سادگی یا بساطت (به انگلیسی: Simplicity) حالت یا کیفیت سا‌ده یا بسیط بودن است. چیزی که درک یا توضیح آن آسان است، بر خلاف چیزهای پیچیده، ساده به نظر می‌رسد. از طرف دیگر، همان‌طور که هربرت آ. سیمون پیشنهاد می‌کند، بسته به روشی که برای توصیف آن انتخاب می‌کنیم، چیزی ساده یا پیچیده است.
در برخی از کاربردها، برچسب «سادگی» می‌تواند به زیبایی، خلوص یا وضوح دلالت کند. در موارد دیگر، این اصطلاح ممکن است نشان دهنده فقدان جزئیات یا پیچیدگی نسبت به آنچه مورد نظر باشد.
مفهوم سادگی به حوزه معرفت‌شناسی و فلسفه علم هم مربوط می‌شود (مثلاً در تیغ اوکام). ادیان نیز در سادگی با مفاهیمی مانند بساطت الهی تأمل می‌کنند. در سبک زندگی انسان، سادگی می‌تواند به معنای رهایی از قیود و داشتن سبک زندگی ساده باشد.
سادگی می‌تواند به حالت ذهنی ساده در همه جنبه‌ها تعمیم یابد.

## خلوص و وضوح
در برخی از کاربردهای متنی، «سادگی» می‌تواند به زیبایی، خلوص یا وضوح دلالت کند. در موارد دیگر، این اصطلاح ممکن است معانی منفی داشته باشد، مانند زمانی که مردم را ساده لوح می‌نامند.

## فلسفه
چیزی که اصلاً دارای اجزاء نباشد، بسیط مطلق نامیده می‌شود. مانند مونادهای لایب نیتس. در نظر لایب نیتس، مناد جوهر بسیطی است که اصلاً اجزاء ندارد.
ابن سینا گوید:
هر چیزی که در حقیقت و ماهیتش بسیط باشد، اجزاء مقوم ندارد.

## دو جنبه سادگی
بین دو معنای سادگی: سادگی نحوی (تعداد و پیچیدگی فرضیه‌ها) و سادگی هستی شناختی (تعداد و پیچیدگی چیزهای فرض شده). این دو جنبه از سادگی اغلب به ترتیب به عنوان ظرافت و صرفه جویی شناخته می‌شوند.

## در دین
سادگی موضوعی در دین مسیحیت است. برخی از گروه‌های آناباپتیست مانند Bruderhof تلاش می‌کنند تا ساده زندگی کنند.

## یادداشت
1. ↑  Simon 1962, p. 481
2. ↑  جمیل صلیبا؛ منوچهر صانعی دره بیدی، فرهنگ فلسفی، انتشارات حکمت - تهران، چاپ: اول، ۱۳۶۶.
3. ↑  Baker, Alan (2010-02-25). "Simplicity".  In Zalta, Edward N. (ed.). Stanford Encyclopedia of Philosophy (Fall 2013 ed.). Retrieved 2015-04-26. A distinction is often made between two fundamentally distinct senses of simplicity: syntactic simplicity (roughly, the number and complexity of hypotheses), and ontological simplicity (roughly, the number and complexity of things postulated). [...] These two facets of simplicity are often referred to as elegance and parsimony respectively. [...] The terms ‘parsimony’ and ‘simplicity’ are used virtually interchangeably in much of the philosophical literature.
4. ↑  "Life Among The Bruderhof". The American Conservative (به انگلیسی). Retrieved 2017-12-07.
5. ↑  "BBC - Inside The Bruderhof - Media Centre". www.bbc.co.uk. Retrieved 2019-10-26.